# Fiat Linea
Fiat Linea je automobil talijanskog marke Fiat i proizvodio se od 2007. godine.

## Motori
- 1.4 L, 57 kW (77 KS)
- 1.4 L turbo, 88 kW (120 KS)
- 1.3 L turbo dizel, 66 kW (90 KS)
- 1.6 L turbo dizel, 77 kW (105 KS)